# Џуеи
Џуеи (寿永) је јапанска ера (ненко) која је настала после Јова и пре Генрјаку ере. Временски је трајала од маја 1182. до марта 1184. године и припадала је Хејан периоду. Владајући цареви били су Антоку и Го-Тоба.

## Важнији догађаји Џуеи ере
- 1182. (Џуеи 1): Настаје глад у целој земљи.[3]
- 1183. (Џуеи 2, двадесетпети дан седмог месеца): Таира клан (Хеике) бежи из престонице са царем Антокуом и три света блага (мач, огледало и драгуљ - симболи јапанске царске породице).[4]
- 1183. (Џуеи 2, двадесети дан осмог месеца): Након три године на трону, цара Антокуа одводе из престонице услед притиска противничке фракције да владар абдицира. У његовом одсуству бивши цар Го-Ширакава уздиже свог млађег брата како би он могао да уместо цара прими „јузен“ одору (симбол абдикације).[5] Фракција која се супростављала клану Таира изабрала је новог владара, Го-Тобу, као наследника трона.[6][7]
- 1183. (Џуеи 2, двадесети дан осмог месеца): Цар Го-Тоба је крунисан без званичних симбола царске породице (три света блага – мач, огледало, драгуљ).[4]
- 1183. (Џуеи 2, двадесети дан осмог месеца): Земља има два цара. Го-Тоба је званичан цар под фракцијом Генџи клана а Антоку Хеике клана. Један је у престоници Хејан-кјо а други на југу.[8]
- 1184. (Џуеи 3, други месец): Бивши цар Го-Ширакава саставља писмо у коме захтева да клан Хеике врати царске симболе (три света блага).[4]